# فيتور روكي
فيتور روكي هو لاعب كرة قدم برازيلي في مركز الهجوم، ولد في 28 فبراير 2005 في تيمتيو ‏ في البرازيل، يلعب حالياً مع نادي بالميراس في الدوري البرازيلي.

## وصلات خارجية
- فيتور روكي على موقع الاتحاد الأوربي (الإنجليزية)
- فيتور روكي على موقع إي إس بي إن إف سي (الإنجليزية)
- فيتور روكي على موقع قاعدة بيانات كرة القدم.إي يو (الإنجليزية)
- فيتور روكي على موقع ليكيب (الفرنسية)
- فيتور روكي على موقع Soccerbase.com (لاعب) (الإنجليزية)
- فيتور روكي على موقع Soccerway.com (الإنجليزية)
- فيتور روكي على موقع عالم كرة القدم.نت (الإنجليزية)